# CDK2AP1
La proteína 1 asociada a Cdk2 (CDK2AP1) es una enzima codificada en humanos por el gen cdk2AP1.
CDK2AP1 es una proteína asociada específicamente a la quinasa dependiente de ciclina Cdk2. Parece estar implicada en la regulación negativa de la actividad de Cdk2 mediante el secuestro de monómeros de Cdk2 y marcándolos para proteólisis. Esta proteína también parece capaz de interaccionar con la ADN polimerasa alfa/primasa y actuar como mediador en la fosforilación de la subunidad grande p180, lo que sugiere un papel regulador de la replicación del ADN durante la fase S del ciclo celular. En hámster se ha aislado un gen similar al que codifica a la proteína CDK2AP1, que actúa como supresor del crecimiento celular en queratinocitos normales.

## Interacciones
La proteína Cdk2 ha demostrado ser capaz de interaccionar con:
- Cdk2[4]